# (1728) Goethe Link
(1728) Goethe Link es un asteroide perteneciente al cinturón de asteroides descubierto por el equipo del Indiana Asteroid Program de la Universidad de Indiana el 12 de octubre de 1964 desde el Observatorio Goethe Link de Brooklyn, Estados Unidos.

## Designación y nombre
Goethe Link fue designado al principio como 1964 TO.
Posteriormente se nombró en honor del cirujano estadounidense Goethe Link, mecenas del observatorio homónimo.

## Características orbitales
Goethe Link está situado a una distancia media de 2,563 ua del Sol, pudiendo acercarse hasta 2,333 ua y alejarse hasta 2,794 ua. Tiene una excentricidad de 0,08996 y una inclinación orbital de 7,185°. Emplea 1499 días en completar una órbita alrededor del Sol.